# Кадомское городское поселение
Ка́домское городско́е поселе́ние — муниципальное образование в Кадомском районе Рязанской области.

## Население
| 2010  | 2012  | 2013  | 2014  | 2015  | 2016  | 2017  | 2018  | 2019  |
| ----- | ----- | ----- | ----- | ----- | ----- | ----- | ----- | ----- |
| 5566  | ↘5470 | ↘5421 | ↘5372 | ↘5292 | ↗5302 | ↗5330 | ↘5316 | ↘5290 |
| 2020  | 2021  | 2023  |       |       |       |       |       |       |
| ↘5251 | ↘5237 | ↘5101 |       |       |       |       |       |       |

## Административное устройство
Границы сельского поселения определяются законом Рязанской области от 7 октября 2004 № 80-ОЗ.
В состав городского поселения входят 7 населённых пунктов
- Большое Лунино (деревня) — 1[1]
- Ильиновка (посёлок) — 0[1]
- Кадом (пгт, административный центр) — 5031[1]
- Крутец (деревня) — 1[1]
- Малое Лунино (деревня) — 0[1]
- Преображенка (село) — 68[1]
- Семеновка (деревня) — 0[1]